# اولشانی (ناحیه ویشکوف)
اولشانی (به چکی: Olšany) یک منطقهٔ مسکونی در جمهوری چک است که در ناحیه ویشکوو واقع شده‌است. اولشانی ۱۸٫۷ کیلومتر مربع مساحت و ۵۳۶ نفر جمعیت دارد و ۴۱۸ متر بالاتر از سطح دریا واقع شده‌است.